# العلاقات النيجرية المارشالية
العلاقات النيجرية المارشالية هي العلاقات الثنائية التي تجمع بين النيجر وجزر مارشال.

## مقارنة بين البلدين
هذه مقارنة عامة ومرجعية للدولتين:
| وجه المقارنة                                              | النيجر          | جزر مارشال                     |
| --------------------------------------------------------- | --------------- | ------------------------------ |
| المساحة (كم2)                                             | 1.27 مليون      | 181                            |
| عدد السكان (نسمة)                                         | 21.48 مليون     | 53.13 ألف                      |
| الكثافة السكانية (ن./كم²)                                 | 16.91           | 29.35 ألف                      |
| العاصمة                                                   | نيامي           | ماجورو                         |
| اللغة الرسمية                                             | لغة فرنسية      | لغة إنجليزية، اللغة المارشالية |
| العملة                                                    | فرنك غرب أفريقي | دولار أمريكي                   |
| الناتج المحلي الإجمالي (بليون دولار)                      | 8.12 مليار      | 199.40 مليون                   |
| الناتج المحلي الإجمالي (تعادل القوة الشرائية) بليون دولار | 19.01 مليار     | 207.25 مليون                   |
| الناتج المحلي الإجمالي الاسمي للفرد دولار أمريكي          | 358             | 3.38 ألف                       |
| الناتج المحلي الإجمالي للفرد دولار أمريكي                 | 938             | 3.80 ألف                       |
| مؤشر التنمية البشرية                                      | 0.348           |                                |
| رمز المكالمات الدولي                                      | +227            | +692                           |
| رمز الإنترنت                                              | .ne             | .mh                            |
| المنطقة الزمنية                                           | ت ع م+01:00     | ت ع م+12:00                    |

## منظمات دولية مشتركة
يشترك البلدان في عضوية مجموعة من المنظمات الدولية، منها:
| علم المنظمة | اسم المنظمة                                 | تاريخ انضمام النيجر | تاريخ انضمام جزر مارشال |
| ----------- | ------------------------------------------- | ------------------- | ----------------------- |
|             | البنك الدولي للإنشاء والتعمير               | 24 أبريل 1963       | 21 مايو 1992            |
|             | يونسكو                                      | 10 نوفمبر 1960      | 30 يونيو 1995           |
|             | الاتحاد الدولي للاتصالات                    | 14 نوفمبر 1960      | 22 فبراير 1996          |
|             | مؤسسة التمويل الدولية                       | 7 يناير 1980        | 23 سبتمبر 1992          |
|             | منظمة الشرطة الجنائية الدولية               | ?                   | ?                       |
|             | مؤسسة التنمية الدولية                       | 24 أبريل 1963       | 19 يناير 1993           |
|             | الأمم المتحدة                               | 20 سبتمبر 1960      | 17 سبتمبر 1991          |
|             | مجموعة دول أفريقيا والكاريبي والمحيط الهادئ | ?                   | ?                       |
|             | منظمة حظر الأسلحة الكيميائية                | ?                   | ?                       |